# 毛节野古草
毛节野古草（学名：Arundinella barbinodis）为禾本科野古草属的植物，为中国的特有植物。分布于中国大陆的广东、江西等地，生长于海拔250米的地区，见于沙质山坡或田野间，目前尚未由人工引种栽培。